# Julien Guay

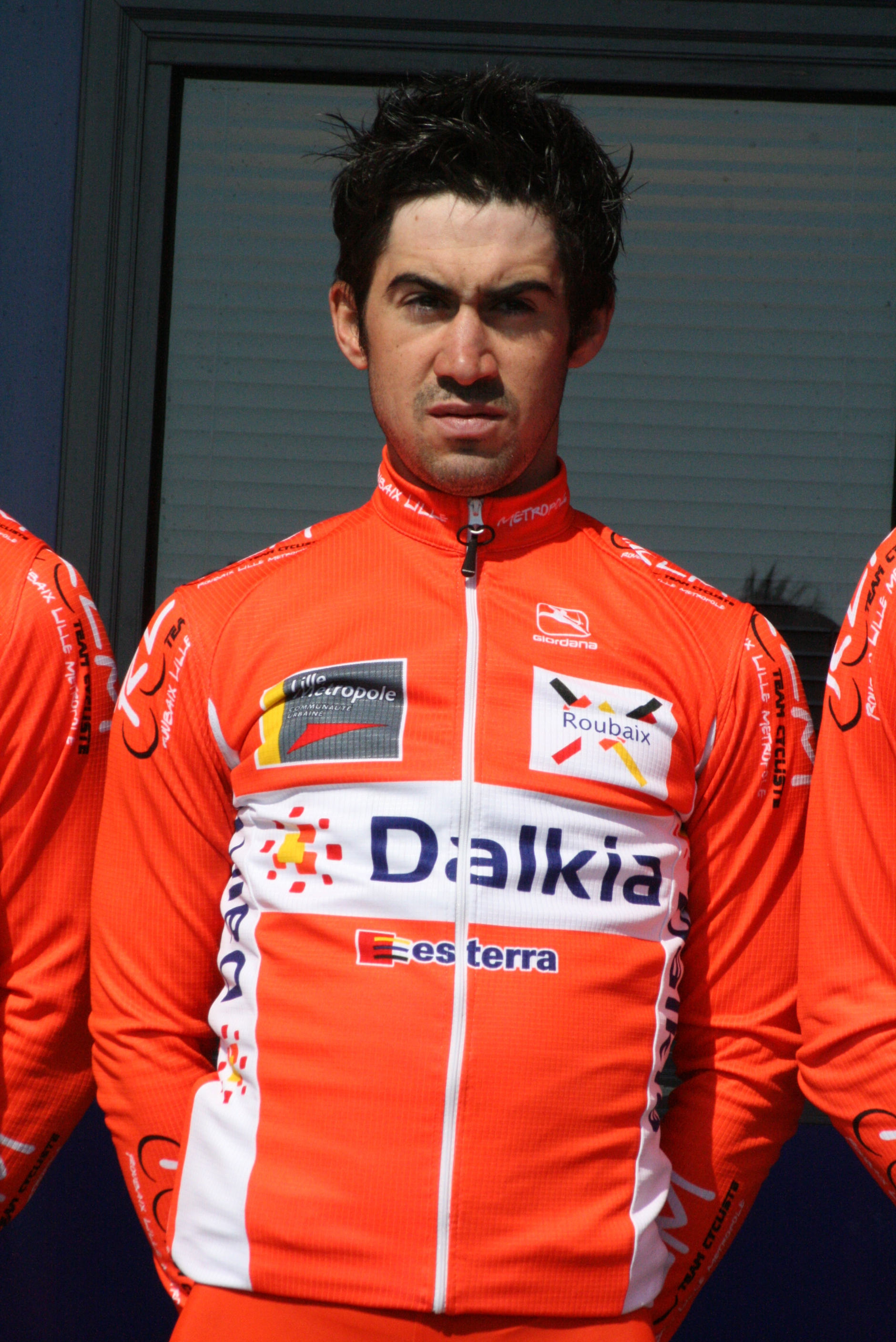
Julien Guay bei den Vier Tagen von Dünkirchen 2011

Julien Guay (* 9. Oktober 1986) ist ein französischer Radrennfahrer.
Julien Guay gewann 2008 mit seiner Mannschaft Vendée U die dritte Etappe der Tour de Gironde nach Cenon und konnte so auch die Gesamtwertung für sich entscheiden. Bei der Tour des Pyrénées wurde er auf dem ersten Teilstück Dritter und in der Gesamtwertung belegte er den sechsten Platz. Ende der Saison 2009 fuhr Guay für das französische ProTeam Bbox Bouygues Télécom als Stagiaire. Zur Saison 2010 wechselte der Franzose zum Team CC Noget sur Oise. In diesem Jahr konnte er einen Etappensieg bei der Tour des Pays de Savoie einfahren. Ein Jahr später wechselte er zum Continental Team Roubaix Lille Métropole. Dort konnte er keine Nennenswerte Siege einfahren und wechselte im Jahr 2013 wieder als Stagiaire zum Team Sojasun. In diesem Jahr konnte er einige kleinere Rundfahrten wie die Tour de Franche Comté Cycliste und die Tour Nivernais Morvan sowie einige kleine Eintagesrennen für sich entscheiden.

## Erfolge
2008
- Gesamtwertung und eine Etappe  Tour de Gironde

2010
- eine Etappe Tour des Pays de Savoie

## Teams
- 2009 Bbox Bouygues Telecom (Stagiaire)
- 2011 Roubaix Lille Métropole
- 2012 Roubaix Lille Métropole
- 2013 Sojasun (Stagiaire)
- 2015 BigMat-Auber 93
- 2016 HP-BTP Auber 93